# Iene (film)
Iene (Hyènes) è un film del 1992 diretto da Djibril Diop Mambéty.
È stato selezionato in competizione ufficiale lungometraggi al Festival di Cannes nello stesso anno.

## Trama
Linguère, una vecchia signora diventata ormai ricchissima, ritorna dopo molti anni a Colobane, suo paese di origine. Il villaggio, in preda alla povertà più assoluta, accoglie Linguère sperando di ricevere beni e favori per migliorare la propria situazione. Per incoraggiare la sua generosità, affidano a Dramaan, un droghiere locale che una volta aveva corteggiato (e ingannato) la donna, l'incarico di convincerla ad aiutare la popolazione. Linguère, in realtà, è tornata con l'intenzione di condividere le sue ricchezze con il villaggio, ma solo in cambio di una particolare richiesta ai suoi concittadini: l'uccisione di Dramaan.
Il desiderio di vendetta e giustizia di Linguère porta gli abitanti di Colobane a compiere azioni ciniche e folli, senza più possibilità di controllo.

## Sceneggiatura
Iene è basato sull'opera teatrale La visita della vecchia signora (Der Besuch der alten Dame) di Friedrich Dürrenmatt. La storia, originariamente ambientata nella Svizzera del secondo dopoguerra, viene portata da Mambéty sullo schermo e proiettata in un ipotetico paese dell'Africa occidentale negli anni ottanta. Nonostante le evidenti differenze temporali e geografiche, tra l'opera letteraria e la sua trasposizione cinematografica rimangono intatti anche in Mambéty i temi della vendetta, della colpa individuale e collettiva, dell'onnipotenza del denaro e della corruzione umana. Il film costituisce uno dei rari adattamenti cinematografici africani tratti da opere letterarie europee e termina proprio con la dedica di Mambéty "to the great Friedrich".

## Accoglienza
Secondo il famoso critico cinematografico Manthia Diawara della New York University, l'uscita di Hyènes nel 1992 rappresenta un passaggio cruciale per il cinema africano, ovvero il passaggio verso uno sguardo autoriale. "Mambéty ha rappresentato per le Giornate cinematografiche di Cartagine quello che John Ford e Orson Welles sono stati precedentemente per il Festival di Cannes".